# Crossopetalum caymanense
Crossopetalum caymanense är en benvedsväxtart som beskrevs av G.R. Proctor. Crossopetalum caymanense ingår i släktet Crossopetalum och familjen Celastraceae. Inga underarter finns listade.